# Amalija Knavs
Amalija Knavs (rojena Ulčnik), slovenska šivilija; * 9. julij 1945, Judendorf-Straßengel, Avstrija, † 9. januar 2024, Miami, Florida.
Amalija Knavs je bila mati Melanije Trump, prve dame Združenih držav Amerike.
Leta 2018 sta Knavsova in njen mož Viktor pridobila zelene karte in nato s pomočjo ameriškega družinskega programa priseljevanja postala naturalizirana državljana ZDA.

## Mladost
Amalija Ulčnik se je rodila 9. julija 1945 v Judendorf-Straßengelu v Avstriji. Vzgojena je bila tam in v Sloveniji, ki je bila takrat del Jugoslavije. Njena mati Amalija (rojena Gliha) je bila šivilja, njen oče Anton Ulčnik pa je bil čevljar in kasneje pridelovalec rdeče čebule.
V mladosti je delala na družinski kmetiji. Od leta 1964 do 1997 je bila zaposlena v državni tovarni otroških oblačil, kjer je ustvarjala in spremljala tekstilne kroje.
Knavsova je svojega moža Viktorja, člana Zveze komunistov Slovenije, spoznala v Sevnici leta 1966. Po poroki sta živela v Sevnici v Sloveniji. Rodili sta se jima dve hčerki: Ines (r. 1968) in Melanija (r. 1970).

## Kasnejše življenje in smrt
Do avgusta 2017 sta Amalija in njen mož živela v New Yorku. Kasneje je bilo potrjeno, da je Melania sponzorirala njihove zelene karte. Maja 2018 se je Amalija udeležila slovesnosti v rožnem vrtu Bele hiše, na kateri je Melania začela svojo kampanjo za ozaveščanje javnosti Bodi najboljši. Amalija in Viktor Knavs sta avgusta 2018 po prisegi na newyorškem sodišču postala ameriška državljana.
New York Times je Amalijo opisal, da se v javnosti ne drži "stereotipov ameriške babice".
Umrla je 9. januarja 2024 v bolnišnici v Miamiju na Floridi v starosti 78 let. Od konca leta 2023 je bila zelo bolna, viri pa so za People potrdili, da je Melania opustila udeležbo novoletne zabave v Mar-a-Lagu in bila ob mami.